# Dreizinnenhütte
Die Dreizinnenhütte (italienisch Rifugio Antonio Locatelli – S. Innerkofler) ist eine Schutzhütte der Sektion Padua des Club Alpino Italiano (CAI) in den Sextner Dolomiten (Dolomiten, Südtirol, Italien) auf einer Höhe von 2405 m s.l.m. Sie befindet sich am Fuß des Paternkofels und bietet den berühmten Blick auf die Drei Zinnen. Die Hütte liegt im Gebiet des Dolomitenkriegs (1915–1918), was im Umfeld in Form von ehemaligen Kriegsunterständen, -steigen und -tunnel deutlich sichtbar ist. Die Dreizinnenhütte ist Ausgangspunkt für zahlreiche Wander-, Klettersteig- und Klettertouren im Naturpark Drei Zinnen und ein beliebter Zielpunkt für Tagesausflügler.

## Zugänge
- Standardweg von der Auronzohütte (2320 m, Parkplatz, Linienbus) über Lavaredohütte und Paternsattel, (Weg 101, Gehzeit 1,5 Stunden, Mountainbike-Strecke)
- Von der Auronzohütte (2320 m) über Forc. de Col de Mezo (Weg 105 bzw. Dolomitenhöhenweg 4, Gehzeit 2 Stunden)
- Von Sexten über Fischleinboden (Parkplatz, Linienbus) bis zur Talschlusshütte (Gehzeit 2 Stunden) und weiter durch das Altensteintal (Weg 102, Gesamtgehzeit 4 Stunden)
- vom Höhlensteintal (Parkplatz, Linienbus Toblach–Cortina d’Ampezzo) durch das Rienztal (Weg 102, Gehzeit 3,5 Stunden)
- vom Sextental (Linienbus) durch das Innerfeldtal (Parkplatz) (Weg 105 bzw. Dolomitenhöhenweg 4, Gehzeit abhängig vom Startpunkt)

## Übergänge
- Weg 101 über Büllelejochhütte zur Zsigmondyhütte
- über die Gamsscharte und den Schartenweg zur Büllelejochhütte (Klettersteig)
- über die Gamsscharte und Paßportenscharte zum Paternsattel (Klettersteig)

## Gipfelbesteigungen
- Paternkofel (2744 m, ehemaliger Kriegsstollen und -steig, heute Innerkofler-Klettersteig)
- Toblinger Knoten (2617 m, Leitern-/Klettersteig, wiederinstandgesetzte Kriegssteige)
- Drei Zinnen

## Geschichte
Die ersten Pläne zur Errichtung der ersten Dreizinnenhütte wurden 1881 von der Sektion Hochpustertal des Deutschen und Österreichischen Alpenvereins gefasst. Da der Bau vom Zentralausschuss des Alpenvereins subventioniert wurde, konnte schon bald mit dem Bau begonnen werden, sodass im September 1882 die Hütte vollendet wurde. Dieses erste Schutzhaus, ein kleiner Steinbau mit einer Küche mit Tisch und Herd sowie Schlafgelegenheiten auf Strohlagern für insgesamt 18 Personen wurde wegen Unwettern allerdings erst am 25. August 1883 eingeweiht. 1886 und 1891 kam es zu Erweiterungen und ab 1892 wurde die Hütte auch bewirtschaftet. Aus dem Jahr 1897 ist bereits eine jährliche Besucherzahl von 642 bekannt. 1898 übernahm der Alpinist und Bergführer Sepp Innerkofler die Bewirtschaftung der Hütte. 1907 wurde die Dreizinnenhütte um ein Stockwerk erweitert, 1908 wurde die nun 55 Bergsteigern Platz bietende Schutzhütte neu eröffnet. In diesem Jahr besuchten bereits 2000 Menschen die Hütte.
Im Gebirgskrieg wurde die Hütte 1915 von italienischen Granaten zerstört. Von 1920 bis 1922 wurde eine nahe gelegene Militärbaracke als Hütte bewirtschaftet und 1922 vom Alpenverein Südtirol eine neue Hütte errichtet. 1923 wurde diese Hütte vom italienischen Staat enteignet, der Sektion Padua des Club Alpino Italiano (CAI) übergeben und in Capanna Antonio Bettella umbenannt. 1935 errichtete dieselbe Sektion in Zusammenarbeit mit der Sektion Bozen dann die heutige größere Dreizinnenhütte auf den Ruinen der alten. Während des Zweiten Weltkriegs stand die Hütte von 1942 bis 1945 leer, wurde geplündert und als Schafstall verwendet. 1946 renovierte die Sektion Padua das Haus, nachdem sie auch den Anteil der Sektion Bozen erworben hatte, und bewirtschaftet seither die Hütte. Heute wird die Hütte von bis zu 2000 Gästen täglich besucht, überwiegend sind dies Tagesgäste, die von der Auronzohütte hierher wandern.

## Bildergalerie

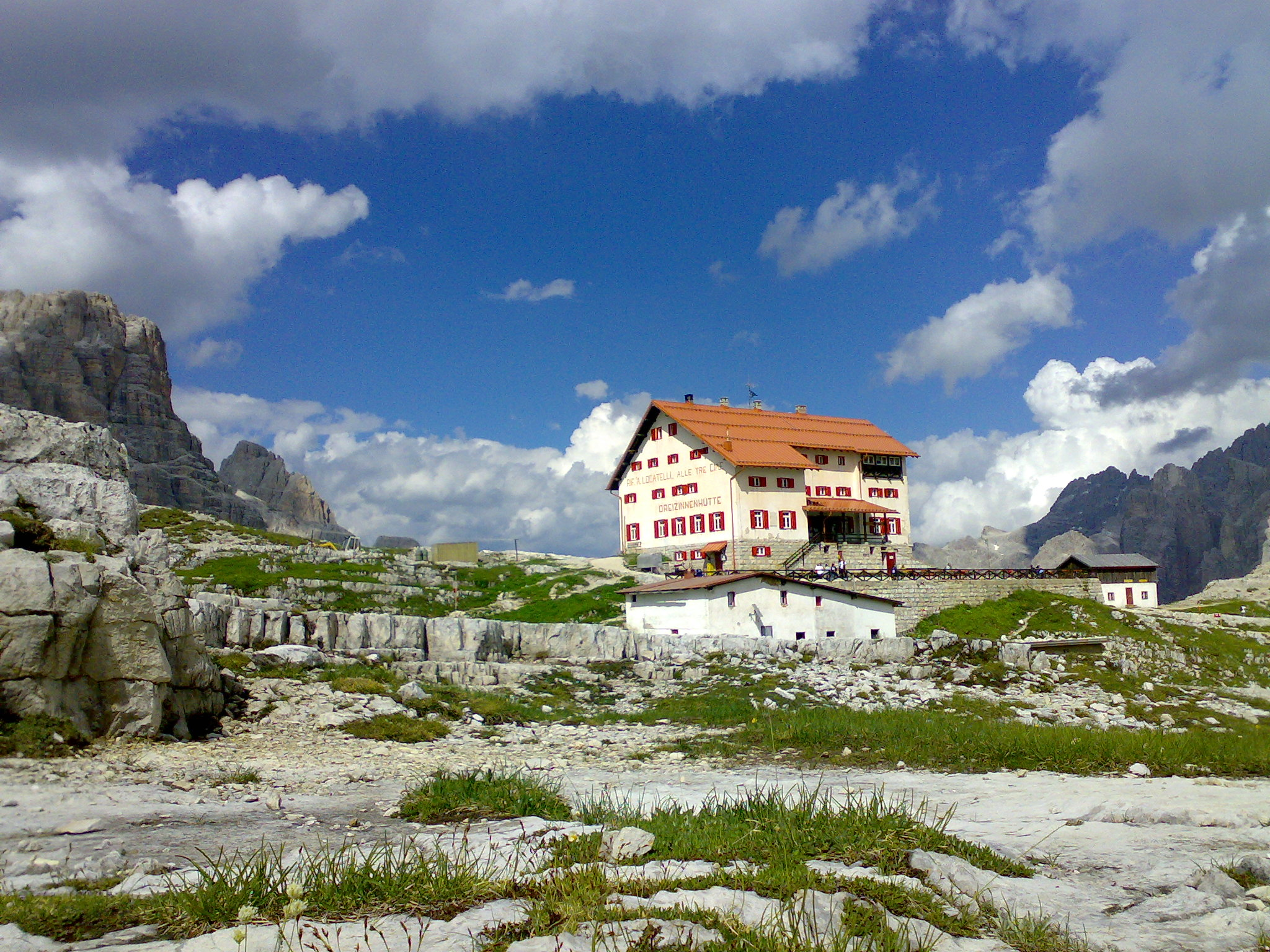
Die Dreizinnenhütte von Süden gesehen
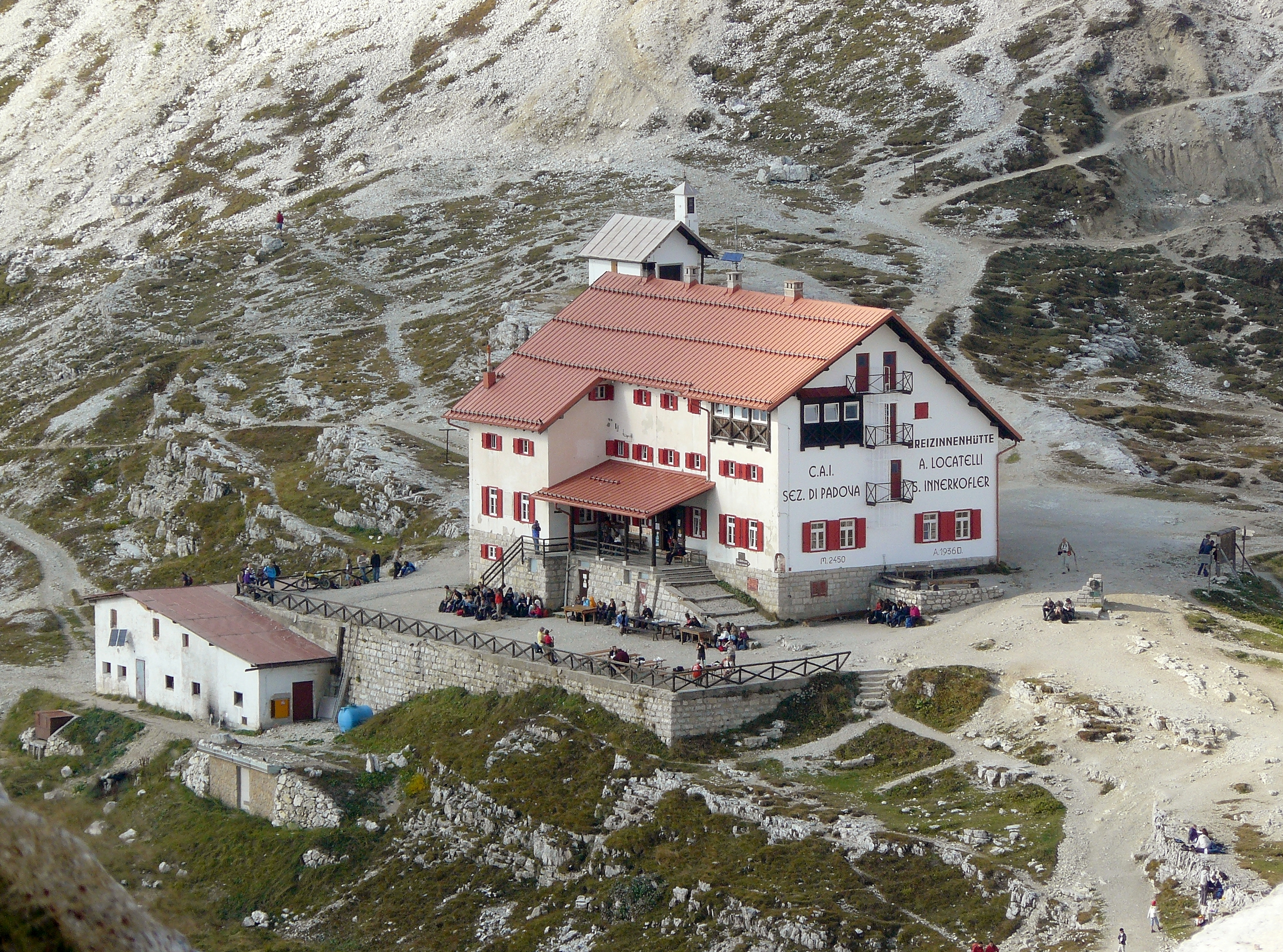
Dreizinnenhütte aus Südost
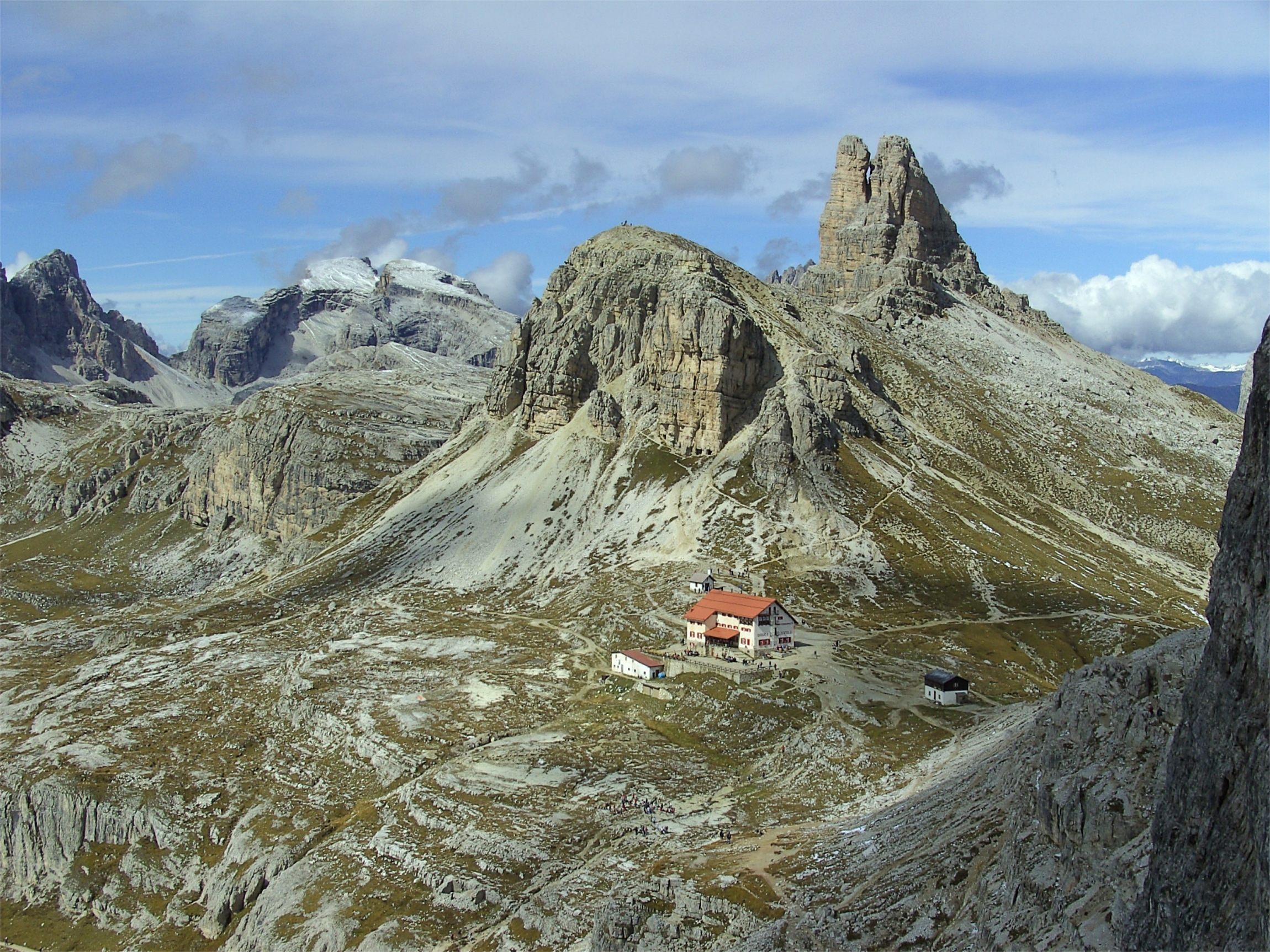
Dreizinnenhütte von den Befestigungen aus dem Ersten Weltkrieg aus gesehen
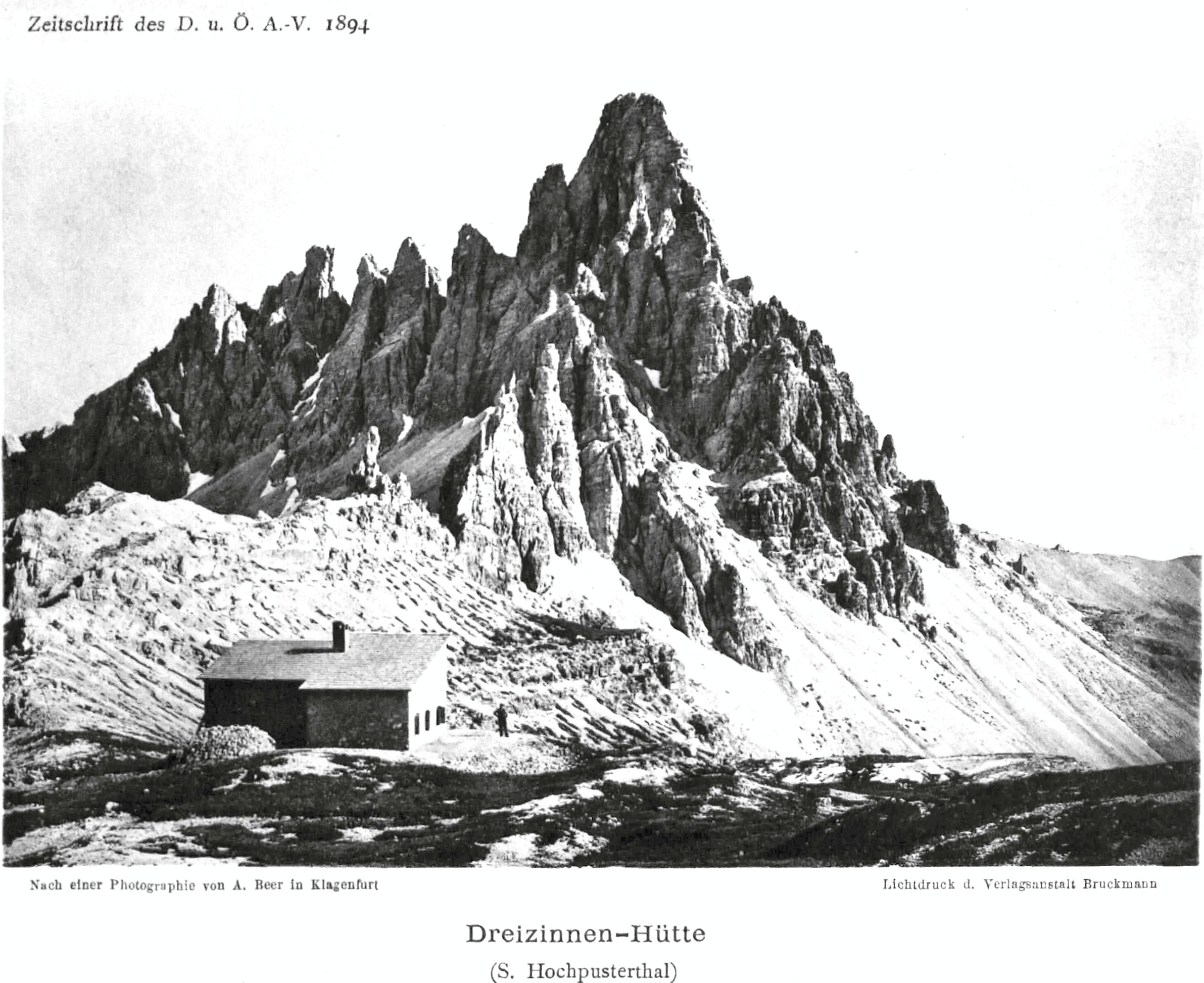
Dreizinnenhütte um 1894
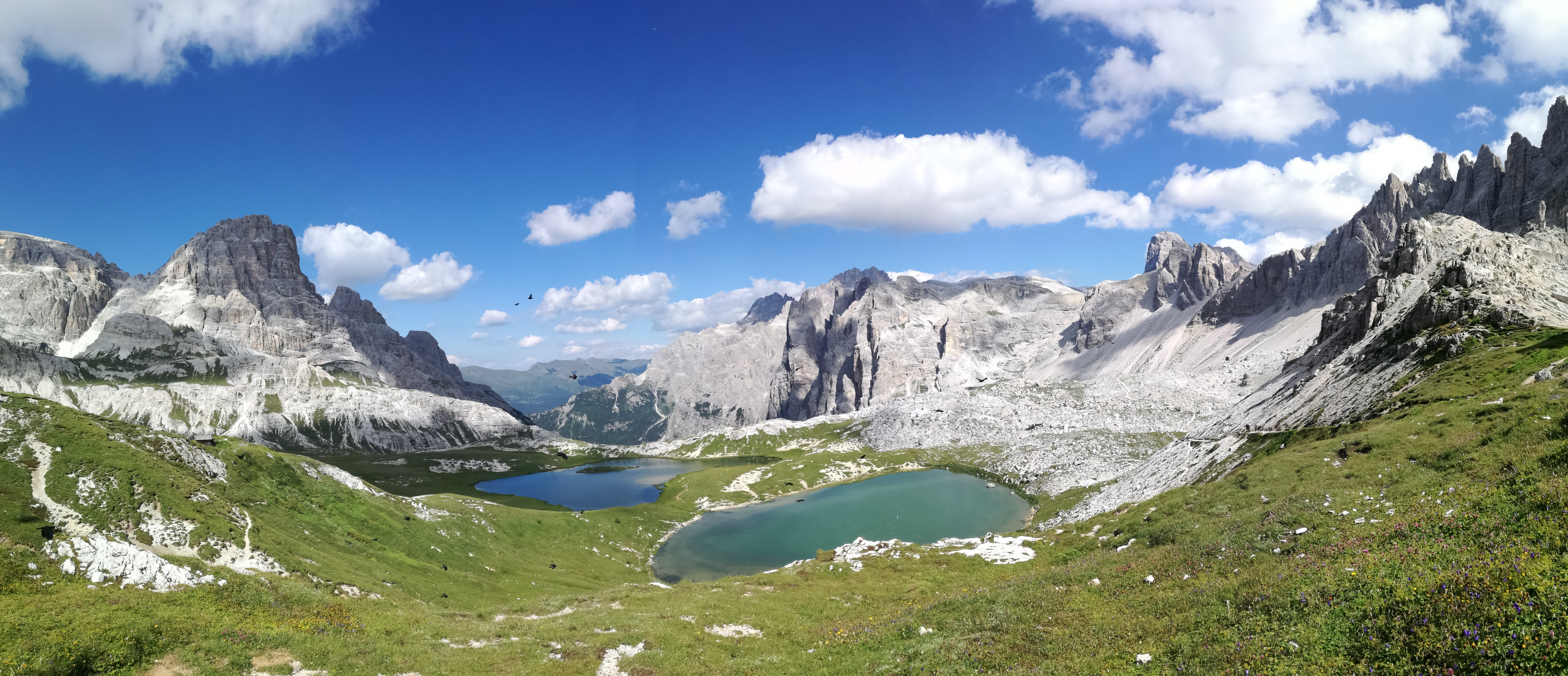
Die beiden oberen Becken der Bödenseen (ital. Laghi dei piani) unterhalb der Dreizinnenhütte
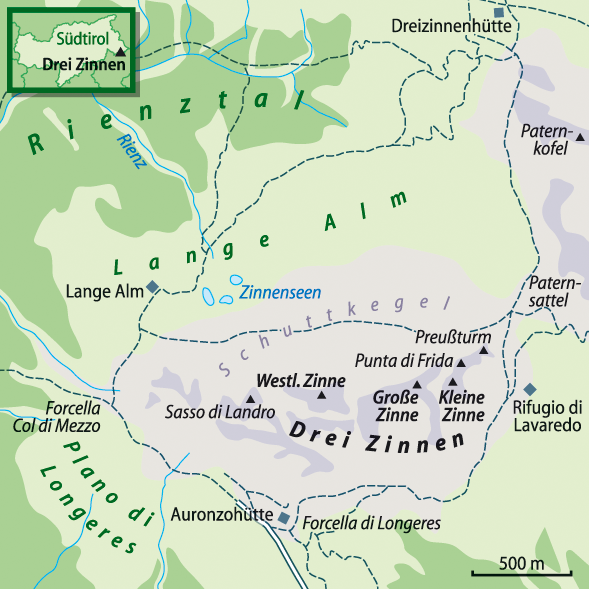
Karte
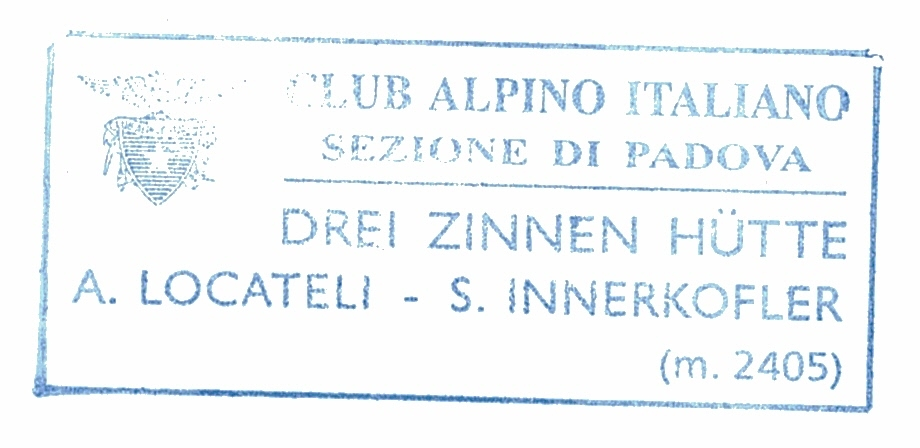
Hüttenstempel